# Tulbaghia macrocarpa
Tulbaghia macrocarpa là một loài thực vật có hoa trong họ Amaryllidaceae. Loài này được Vosa miêu tả khoa học đầu tiên năm 1975.